# Friederike Fliedner
Friederike Wilhelmine Fliedner, geborene Münster, auch Frederike genannt (* 25. Januar 1800 in Braunfels; † 22. April 1842 in Kaiserswerth) war eine deutsche Lehrerin und Krankenpflegerin. Sie war Vorsteherin des ersten Diakonissen-Mutterhauses in Kaiserswerth.

## Leben

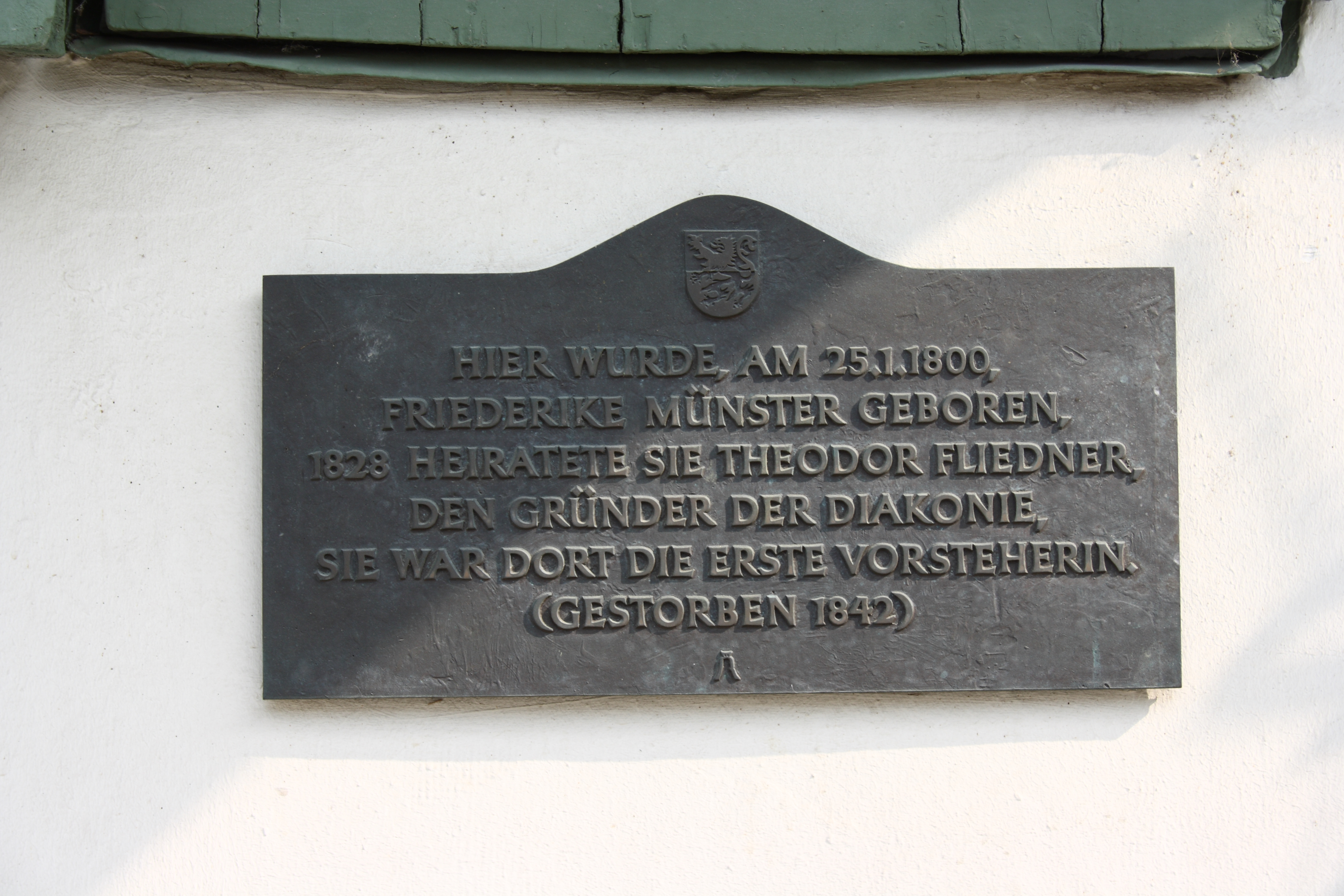
Gedenktafel an ihrem Geburtshaus in Braunfels

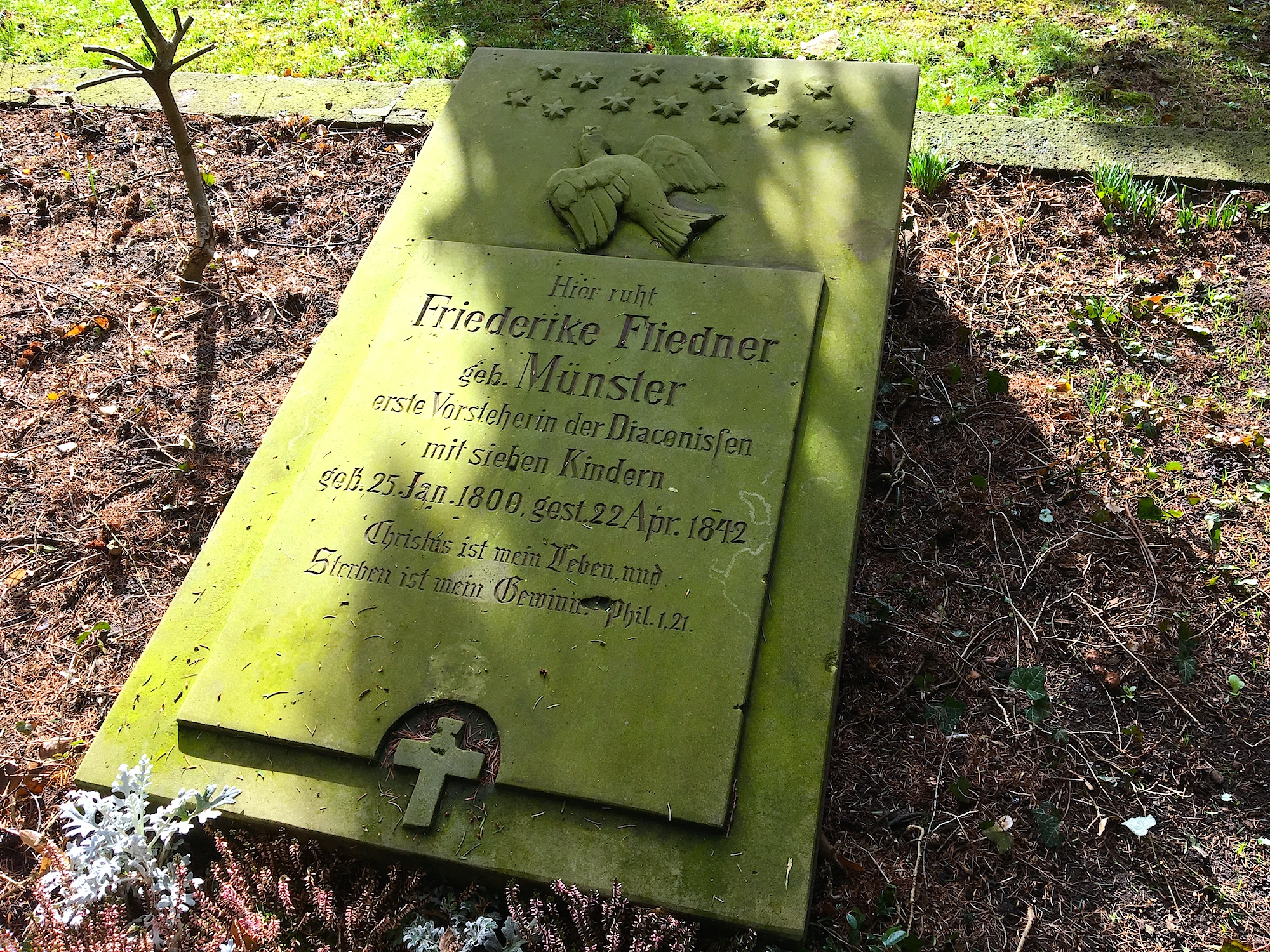
Grabstätte auf dem „Friedhof Diakonie“, Schleifergasse, Kaiserswerth

Friederike war das älteste Kind des Lehrers Andreas Münster (1775–1849) und der Zofe Louise Hartmann (1770–1816) aus Braunfels. Während Friederike sich gerade zur Krankenpflegerin ausbilden ließ, starb 1816 die Mutter an Typhus, so dass Friederike als Älteste den heimischen Haushalt mit sechs jüngeren Geschwistern, einer Großmutter und dem Vater übernehmen musste. Als ihr Vater im Jahr 1817 noch einmal heiratete, half sie ihrer Stiefmutter weiterhin im Haushalt.
Die Freundschaft mit den Basler Missionaren Goebel und Traub und das Erleben ihrer tätigen Nächstenliebe wirkte in dieser Zeit auf Friederike religiös prägend. Sie muss der Erweckungsbewegung zugerechnet werden.
Nachdem ihre Brüder das Elternhaus verlassen hatten und die jüngere Schwester Louise den Haushalt übernommen hatte, musste Friederike selbst Geld verdienen, um die Familie finanziell unterstützen zu können. So ließ sie sich zur Lehrerin ausbilden und arbeitete von 1826 bis Januar 1828 in Düsselthal als Lehrerin an der evangelischen Rettungsanstalt für Waisenkinder, die im Jahr 1822 in der vormaligen Trappisten-Abtei vom Grafen Adalbert von der Recke-Volmerstein gegründet worden war. Dort arbeitete sie als Erzieherin verwahrloster Mädchen. Zwischenzeitlich erkrankte sie lebensbedrohend.
Etwa im Jahr 1823 lernte sie Theodor Fliedner, den Gründer und Sekretär der Rheinisch-Westphälischen Gefängnisgesellschaft, kennen. Sie heirateten am 15. April 1828 in Oberbiel bei Wetzlar. Das Ehepaar hatte elf Kinder, von denen aber nur drei das Erwachsenenalter erreichten. Friederike Fliedner starb bei der Geburt des letzten Kindes im Jahr 1842.
Friederike Fliedner assistierte ihrem Mann in Kaiserswerth bei seiner seelsorgerischen und diakonischen Arbeit. Nachdem sie zunächst Gertrud Reichard (1788–1869) und Franziska Lehnert (* 1800) sich als Vorsteherinnen bewähren ließ, was nicht glückte, übernahm Friederike Fliedner 1837 selbst die Aufgabe der Vorsteherin in dem 1836 neu gegründeten Diakonissenhaus in Kaiserswerth. Friederike entwickelte dort zusammen mit ihrem Mann die Idee des Diakonissen-Mutterhauses. Sie war zuständig für die Ausbildung der Diakonissen als Krankenschwestern im Mutterhaus. Von Kaiserswerth aus verbreiteten sie die Idee der Diakonisse und der ausgebildeten Krankenschwester in Deutschland. Friederike Fliedner vertrat die Ansicht, dass das Geistliche ganz vom Dienst der Pflegerinnen zu trennen sei und diese ausschließlich leibliche Krankenwärterinnen sein sollten. Mit dieser Meinung konnte sie sich jedoch gegen Theodor Fliedner nicht durchsetzen.
Zahlreiche Pflegeeinrichtungen werden auch heute noch nach Friederike Fliedner benannt.
Ihre Tochter Wilhelmine gründete in Hilden eine Töchterschule, die heutige Wilhelmine-Fliedner-Schule.

## Ehrungen
- Bad Berleburg: Friederike-Fliedner-Haus (Seniorenheim des Evangelischen Johanneswerks)
- Bochum: Friederike-Fliedner-Institut
- Borken: Friederike-Fliedner-Kindergarten
- Braunfels: Friederike-Fliedner-Haus (Alten- und Pflegeheim)
- Braunfels: Friederike-Fliedner-Straße
- Dortmund: Friedrike-Fliedner-Haus (Reha-Einrichtung für psychisch kranke Menschen)
- Düsseldorf: Friederike-Fliedner-Weg
- Düsseldorf : Friederike-Fliedner-Institut
- Essen-Schonnebeck: Friederike-Fliedner-Haus
- Iserlohn: Friederike-Fliedner-Schule
- Kamp-Lintfort: Friederike Fliedner Haus (Altenpflegeheim Kamp-Lintfort)
- Ludwigsburg: Friedrike-Fliedner-Saal auf der Karlshöhe
- Münster: Friederike-Fliedner-Haus (Wohnen im Alter)
- „Theodor und Friederike Fliedner“-Medaille
- Neunkirchen/Saar: Friederike-Fliedner-Hospiz (angegliedert an das (Theodor-)Fliedner-Krankenhaus)